# Thomas Byström (ryttare)
Thomas Karl Elof Byström, född 27 november 1893 i Stockholm, död 22 juli 1979 i Lidingö, var en svensk dressyrryttare.
Han blev olympisk silvermedaljör i Los Angeles 1932. Byström är begravd på Lidingö kyrkogård.